# فكتوريا وودهل
فيكتوريا كلافلين زعيمة أمريكية في حركة "حق المرأة في الاقتراع". ولدت في 23 سبتمبر 1838 وتوفيت في 9 يونيو 1927. لقّبت لاحقاً "فكتوريا وودهل مارتين.
عام 1872، كانت وودهل أول أنثى تشارك في الانتخابات الرئاسية في الولايات المتحدة الأمريكية عام 1872، عن حزب مساواة حقوق الشعب كمرشحة لمنصب رئيس الولايات المتحدة. كانت ناشطة في مجال حقوق المرأة والإصلاحات العمالية، ومدافعة عن الحب الحر وكانت تقصد به حرية الزواج والطلاق والإنجاب دون تدخل من الحكومة.
حققت وودهل ثروة مرتين، الأولى كانت عن طريق النجاح الهائل في مجال العلاج المغناطيسي قبل أن تنضم لحركة الروحانيين في عقد 1870. ثمة نزاعات حول العديد من المقالات التي ألفتها (العديد من خطاباتها عن الأمور التي كانت تتشارك فيها مع آخرين من الداعمين كزوجها الثاني جيمس بلود، كان دورها كممثلة لهذه الحركات قوياً. كانت جنباً إلى جنب مع شقيقتها أول امرأت عمل في الوساطة المالية في وول ستريت، وكانتا من بين أوائل النساء اللواتي أسسن صحيفة «وودهل وكلافلين الأسبوعية»، والتي بدأ نشرها عام 1870.
في أوج ذروة نشاطها السياسي في بدايات عقد 1870، عرفت وودهل كأول مرشحة لرئاسة الولايات المتحدة الأمريكية، فقد ترشحت عام 1872 عن حزب الحقول المتساوية، ودعمت حق المرأة في الانتخاب والحصول على حقوق متساوية. تم اعتقالها بتهمة ارتكاب فحش قبل أيام قليلة من الانتخابات عام 1872 لنشرها مقالة عن علاقة زنى مزعومة بين الوزير هنري وارد بيتشر وإليزابيث تيلتون. لم تحصل على أي أصوات انتخابية، ثمة أدلة متضاربة حول الأصوات الشعبية التي منحت لها.

## حياتها المبكرة وتعليمها
كانت فكتوريا كاليفورنيا كلافلين الابنة السابعة من بين عشرة أبناء في بلدة حدودية ريفية في منطقة هوميروس (أوهايو) مقاطعة ليكنغ (أوهايو). وأمها روكسانا " لهاميل كلافلين. أصبحت من أتباع الصوفي النمساوي فرانز أنطون ميسمر وحركة الروحانية الجديدة. تقربت فكتوريا من شقيقتها تينيسي سيليستي كلافلين وهي أصغر منها بسبع سنوات. شاركتا في صباهما في تأسيس شركة وساطة مالية وأسستا صحيفة في مدينة نيويورك عندما كانت في السابعة من عمرها اتهمت بحرق قبة، فتعرضت للضرب والتجويع والاعتداء الجنسي من قبل والدها. آمنت فكتوريا بالروحانيات وكانت تصرح بأن شبح بانكو في مسريحة ماكبث لشكسبير قد منحها إيماناً أفضل بالحياة. وقد كان ديموسثينيس عام 1068 دليلها للرمزية ونظرية الحب الحر.
حتى سن 11 عاماً كانت قد حصلت على ثلاث سنوات من التعليم الرسمي فقط، لكن معلموها وجدوا أنها ذكية للغاية. أجبرت على ترك المدرسة والمنزل مع عائلتها عندما أن أحرق والدها طاحونة#طاحونة حجرية تعود للعائلة بعد أن أمّن عليها. عندما حاول الحصول على تعويض من التأمين اكتشف أنه أحرق عمداً وغشاً.

### الترشح للرئاسة
أعلنت وودهل ترشحها لمنصب رئيس الولايات المتحدة بكتابة رسالة إلى محرر صحيفة نيويورك هيرالد في 2 أبريل (نيسان) 1870. جاء ترشيح وودهل كرئيس الولايات المتحدة من قبل حزب المساواة في الحقوق حديث التأسيس في 10 أيار (مايو) 1872، في قاعة أبوللو في مدينة نيويورك. قبل ذلك بعام، كانت قد أعلنت عزمها على الترشح. عام 1871، ألقت خطاباً عاماً ضد الحكومة المشكّلة من الرجال فقط، واقترحت وضع دستور جديد وحكومة جديدة في ذلك العام.
تمت المصادقة على ترشيحها في اتفاقية 6 حزيران (يونيو) 1872. كما رشحوا عدداً من العبيد السابقين وقائد حركة الإلغائية فريدريك دوغلاس لمنصب نائب الرئيس وهو لم يحضر المؤتمر ولم يعترف بذلك الترشيح. وهذا يجعل من وودهل أول امرأة تترشح لمنصب رئيس الولايات المتحدة.
يتفق العديد من المؤرخين والكتّاب على أن وودهل كانت أول امرأة تترشح لمنصب رئيس الولايات المتحدة، لكن البعض الآخر شكك في مشروعية ذلك. فقد اختلفوا في تصنيف مدى صحة ترشيحها لأنها كانت أصغر من سن التكليف المنصوص عليه دستورياً وهو 35 عاماً. لكن تغطية الانتخابات من قبل الصحف لم تُشِر إلى كون ذلك قضية هامة.
أبرزت حملة وودهل ترشيح فريدريك دوغلاس على الرغم من عدم مشاركته. فقد أثار ترشيحه لغطاً حول المزج بين العرق الأبيض والعرق الأسود في الحياة العامة وأثار ذلك مخاوف من تمازج الأجناس (خاصة وأنه كان قد تزوج من امرأة بيضاء تصغره بكثير بعد وفاة زوجته الأولى). كان حزب المساواة يأمل في الاستفادة من هذه الترشيحات لإعادة توحيد صفوف المنادين بحق المرأة بالانتخاب مع النشطاء في الحقوق المدنية للأمريكيين الأفارقة.
بعد أن ذمتها وسائل الإعلام لدعمها الحب الحر، كتبت وودهل في عدد 2 نوفمبر 1872 من صحيفة وودهل وكلافلين الأسبوعية لعلاقة الزنى المزعومة بين إليزابيث تيلتن والقس هنري وارد بيتشر وهو وزير بروتستانتي بارز في نيويورك (وكان مؤيداً لمنح النساء حق التصويت ولكنه كان ضد الحب ف خطبه). نشرت وودهل مقالة لتسليط الضوء على ما رأت أنه الكيل بمكيالين بين الرجال والنساء.
في ذات اليوم، وقبل الانتخابات الرئاسية بأيام، قبض على وودهل وزوجها وشقيقتها بدعوى تلك المقالة. تم حجز الأخوات في سجن شارع لودلو لمدة شهر وهو سجن مخصص للجرائم المدنية. أثار المعارضون أسئلة حول الرقابة والاضطهاد الحكومي. تم تبرأة الثلاثة لأسباب فنية بعد ستة أشهر من الاعتقال، لكن هذا الاعتقال حال دون محاولة وودهل التصويت في الانتخابات الرئاسية 1872.
حاولت وودهل الحصول على ترشيح للرئاسة في انتخابات 1884 وانتخابات 1892.

## التكريم

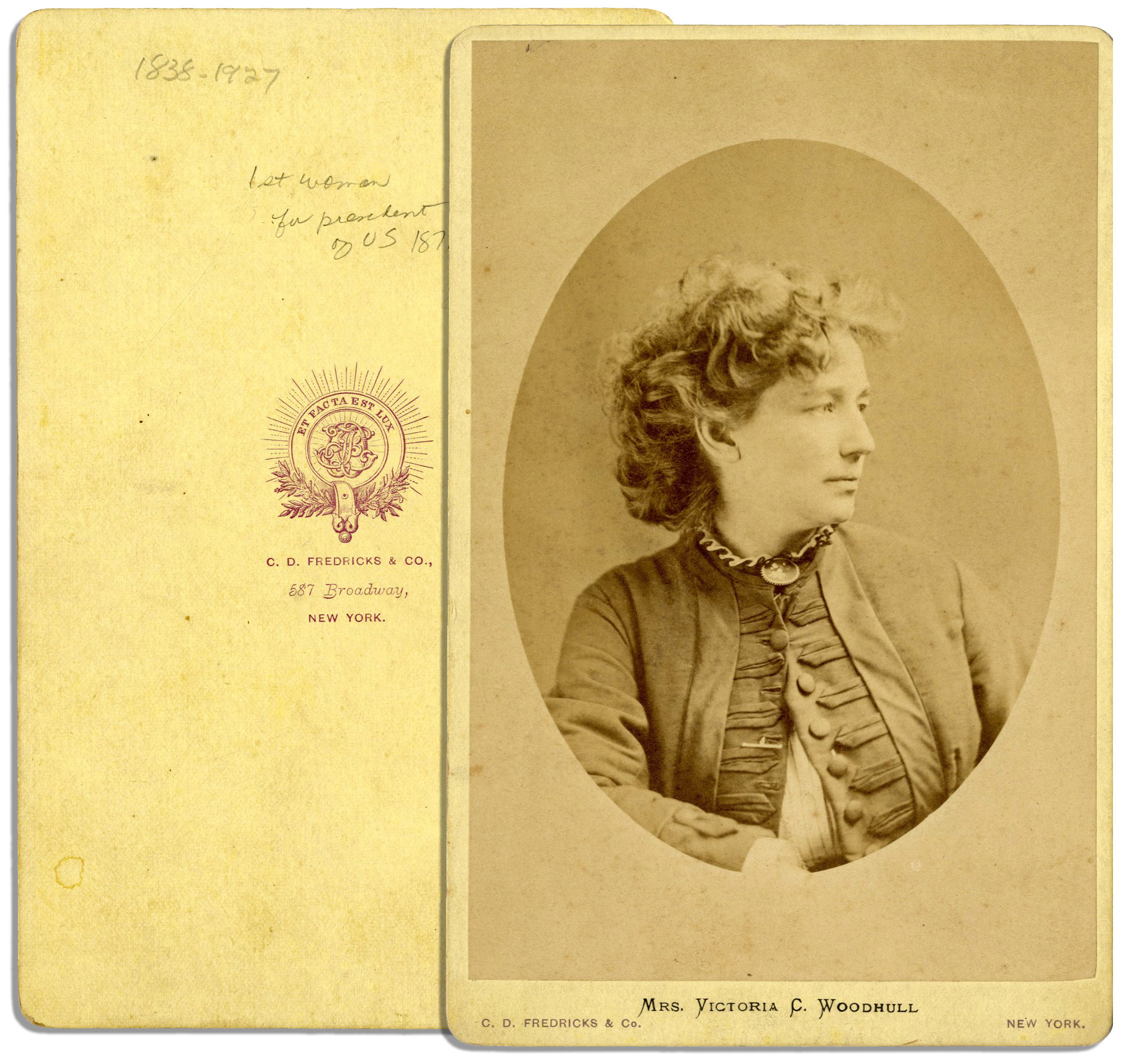

استوحت المسرحية الموسيقية «فكتوريا فصاعداً» التي عرضت على مسرح برودواي عام 1980 من حياة وودهل.
تأسس معهد وودهل للقيادة الأخلاقية على يد ناعومي وولف ومارغوت ماغوان عام 1997.
عام 2001، أدخلت فكتوريا وودهل بعد وفاتها إلى قاعة الشهرة الوطنية للمرأة
تحالف وودهل من أجل الحرية الجنسية هو منظمة أمريكية غير حكومية تعنى بحقوق الحرية الجنسية وحقوق الإنسان، تأسست عام 2003 وسميت بهذا الاسم تكريماً لفكتوريا وودهل.
تم تكريمها من قبل مكتب الرئيس بورو عام 1008، وأدرجت في خريطة مواقع حقوق المرأت التاريخية ذات العلاقة بالنساء المهمات.
ألفت فكتوريا بوند أوبرا «السيدة الرئيسة» عن وودهل.

## الزيجات

### الزواج الأول والعائلة
عندما كانت في الرابعة عشرة من عمرها، قابلت فكتوريا كانينغ وودهل البالغ من العمر 28 عاماً (المسجل باسم «تشانينغ» في بعض السجلات)، وهو طبيب من بلدة خارج روتشستر، نيويورك. استشارته عائلتها لعلاج الفتاة من مرض مزمن. مارس وودهل الطب في ولاية أوهايو في وقت لم تكن الولاية فيه تطلب تعليمًا طبيًا رسميًا وترخيصًا. حسب بعض القصص، اختطف وودهل فيكتوريا ليتزوجها. ادعى وودهل أنه ابن أخ كاليب سميث وودهل، عمدة مدينة نيويورك من عام 1849 إلى عام 1852، كان في الواقع ابن عم بعيد.جِلت شهادة زواجهما في كليفلاند في 23 نوفمبر 1853، عندما مضى شهران على عيد ميلاد فيكتوريا الخامس عشر.
سرعان ما علمت فيكتوريا أن زوجها الجديد مدمن على الكحول وزير نساء. كان عليها في كثير من الأحيان العمل خارج المنزل لدعم الأسرة. هي وكانينغ لديهما طفلان، بايرون وزولو (أطلق عليها فيما بعد زولا) مود وودهل. ولد بايرون بإعاقة ذهنية في عام 1854، وهي حالة اعتقدت فيكتوريا أن سببها إدمان زوجها على الكحول. تروي نسخة أخرى أن إعاقة ابنها سببها سقوط من نافذة. بعد ولادة أطفالهما، طلقت فيكتوريا زوجها واحتفظت بلقبه.

### الزواج الثاني
في عام 1866 تقريبًا، تزوجت وودهل من العقيد جيمس هارفي بلود، الذي كان أيضاً يتزوج للمرة الثانية. خدم في جيش الاتحاد في ميسوري خلال الحرب الأهلية الأمريكية، وانتخِب مدقق حسابات لمدينة سانت لويس بولاية ميسوري.

### الحب الحر
من المحتمل أن يكون دعم وودهل للحب الحر بدأ بعد أن اكتشفت خيانة زوجها الأول كانينغ. كانت النساء اللواتي تزوجنّ في الولايات المتحدة خلال القرن التاسع عشر ملزمات بالزواج، حتى لو كان مجردًا من الحب، مع وجود خيارات قليلة للهروب. قُيد الطلاق بموجب القانون واعتبِر فعلاً فاضحاً اجتماعياً. فالنساء اللواتي تطلقن وصِمن وغالباَ ما نبِذن من قبل المجتمع. خلِصت فيكتوريا وودهل إلى أنه ينبغي أن يكون للمرأة خيار ترك الزيجات التي لا تطاق. تؤمن وودهل بعلاقات الزواج الأحادي، على الرغم من أنها قالت أيضاً إن لديها الحق بتغيير رأيها. خيار ممارسة الجنس من عدمه في كل حالة هو اختيار المرأة. لأن هذا من شأنه أن يضع المرأة في حالة مساوية للرجل الذي لديه القدرة على الاغتصاب والتغلب على المرأة جسدياً، في حين أن المرأة ليس لديها تلك القدرة بالنسبة للرجل. قالت وودهل: «للمرأة بطبيعتها، حق اختيار الجنس. عندما تثار الغريزة فيها، حينئذٍ فقط يجب ممارسة الجنس. عندما تنهض المرأة من العبودية الجنسية إلى الحرية الجنسية، إلى ملكية أعضائها الجنسية والسيطرة عليها، ويكون الرجل مُجبراً على احترام هذه الحرية، حينئذٍ تصبح هذه الغريزة نقية ومقدسة، عندئذ تنهض المرأة من الظلم والسقم الذي تتخبط فيه الآن من أجل الوجود، وتزداد قوة ومجد وظائفها الإبداعية مئة ضعف».
في نفس الخطاب الذي أصبح معروفاً باسم «خطاب ستاينواي» الذي ألقته يوم الاثنين 20 نوفمبر 1871، في قاعة ستاينواي، مدينة نيويورك، قالت وودهل عن الحب الحر: «نعم، أنا عاشقة حرة. لدي حق طبيعي ودستوري وثابت لأحب ما أحب، لفترة طويلة أو قصيرة قدر الإمكان. لتغيير هذا الحب كل يوم إذا أردت، ومع هذا الحق لا أنت ولا أي قانون يمكنكم تأطير أي حق للتدخل».
أدانت وودهل نفاق المجتمع المتسامح مع الرجال المتزوجين الذين لديهم عشيقات ومتورطين بمداعبات جنسية أخرى. في عام 1872، انتقدت وودهل علناً رجل الدين المعروف هنري وارد بيتشر بتهمة الزنا. كان من المعروف أن بيتشر على علاقة غرامية مع إحدى بنات أبرشيتيه إليزابيث تيلتون، التي اعترفت بذلك، وغُطيت الفضيحة على المستوى الوطني. رُفِعت دعوى على وودهل بتهمة الفحش لإرسالها قصصًا عن العلاقة الغرامية من خلال البريد الفيدرالي، وسُجِنت لفترة قصيرة. هذا إضافة إلى التغطية المثيرة خلال حملتها ذلك الخريف لرئاسة الولايات المتحدة.

### شائعات الدعارة وموقفها
تحدثت شخصياً عن الدعارة واعتبرت الزواج من أجل الحصول على الجسد أحد أشكالها. ولكن في مجلتها وودهل وكلافلين الأسبوعية، أعربت «وودهل» عن دعمها لترخيص الدعارة. تشير قصة شخصية لأحد أصدقاء الكولونيل بلود إلى أن تينيسي احتُجِزت ضد إرادتها في بيت للدعارة حتى أنقذتها وودهل، لكن هذه القصة لا تزال غير مؤكدة.

### التحول الديني ورفض الحب الحر
في حين أن التطرف السابق لوودهل استأصل الاشتراكية المسيحية في خمسينيات القرن التاسع عشر، عُرفت لمعظم حياتها بالروحانية ولم تستخدم اللغة الدينية في خطاباتها العامة. ومع ذلك بدأت وودهل تتبنى المسيحية علانية وغيرت مواقفها السياسية عام 1875. كشفت احتيالات روحانية في مجلتها، ما أدى إلى تنفير أتباعها الروحيين. كتبت مقالات ضد الجنس غير الشرعي، واصفة إياه بأنه «لعنة المجتمع». أنكرت وودهل وجهات نظرها السابقة حول الحب الحر، وبدأت في تمجيد الطهارة والأمومة والزواج والكتاب المقدس في كتاباتها. ادعت أن بعض الأعمال كتبت باسمها دون موافقتها. يشك المؤرخون في ادعاء وودهل في هذه المسألة.

## السيرة المهنية

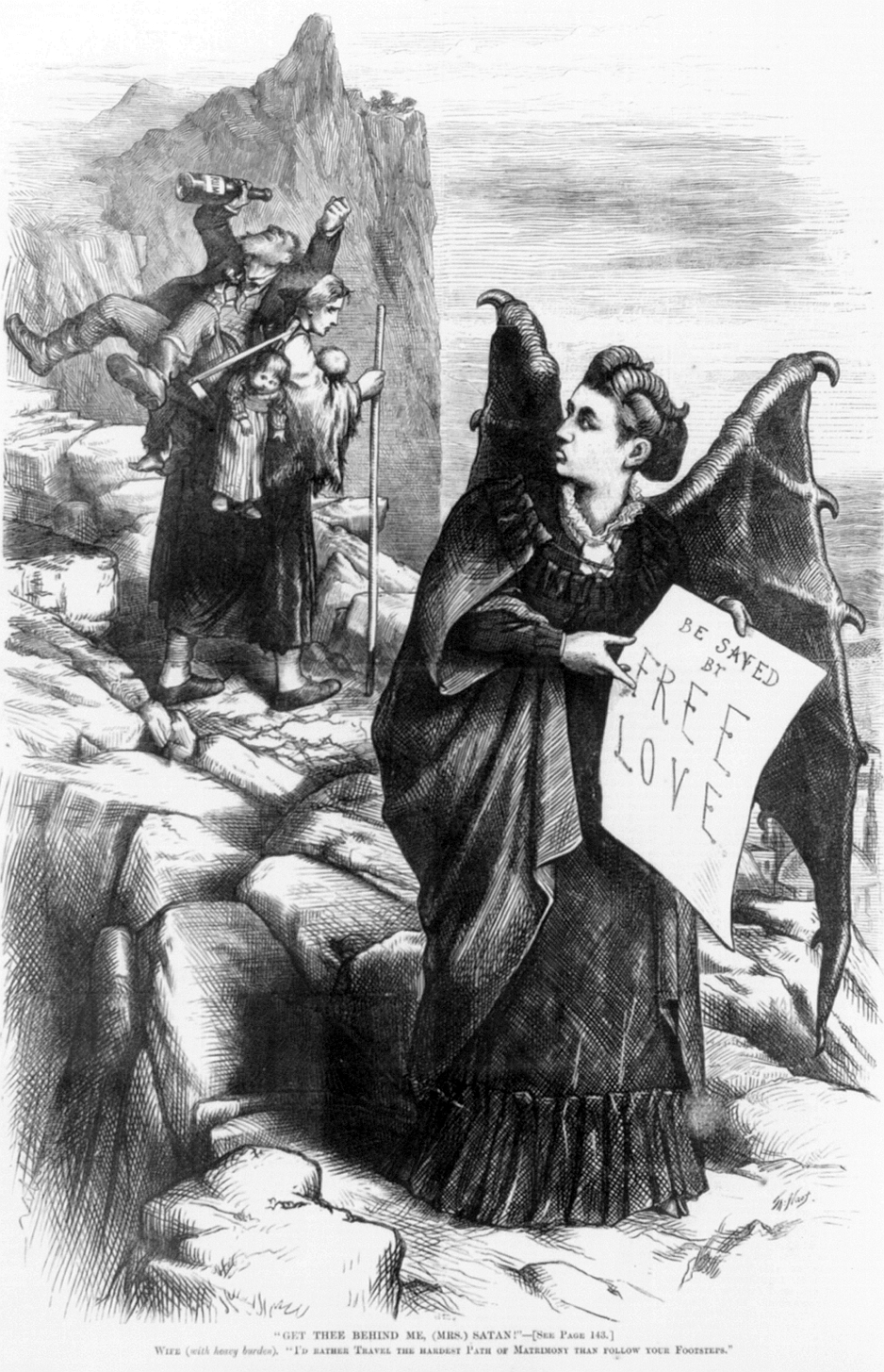
صورة كاريكاتورية لفيكتوريا وودهول، الأمريكية المدافعة عن حقوق المرأة.

### سمسار البورصة
أصبحت وودهل مع أختها تينيسي (تيني) كلافلين أول فتاتين تعملان في سمسرة البورصة، وفي عام 1870 افتتحتا شركة سمسرة في وول ستريت. صُدِم سماسرة وول ستريت. كتبت في ذلك صحيفة نيويورك صن تحت عنوان «تنورات داخلية بين الحيوانات الدبيّة والبقريّة». افتتحت وودهل وكلافلين شركة عام 1870 بمساعدة الثري كورنيليوس فاندربيلت، وهو معجب بمهارات وودهل كوسيطة، يُشاع أنه كان حبيب شقيقتها تيني، وأنه يفكر جدياً في الزواج منها. حققت وودهل ثروة في بورصة نيويورك من خلال تقديم النصيحة للعملاء مثل فاندربيلت. أخبرته في إحدى المرات أن يبيع أسهمه مقابل 150 سنتاً للسهم، وهو ما اتبعه وفقاً لما طلبت منه، وكسب الملايين من الصفقة. رحبّت صحف مثل نيويورك هيرالد بوودهل وكلافلين بوصفهما «ملكات الموارد المالية» و«السماسرة السحرة». نشرت العديد من مجلات الرجال المعاصرة (على سبيل المثال، أعمال الأيام) صوراً جنسية للزوج الذي يدير شركتهما (على الرغم من أنه لم يشارك في الأعمال اليومية للشركة)، والتي ربطت مفهوم التفكير العام عن النساء اللواتي لا يخضعن للقيود بأفكار عن «الفجور الجنسي» والدعارة.